# Cserház
Cserház, ukrán nyelven Череївці, település Ukrajnában, Kárpátalján, A Munkácsi járásban.

## Fekvése
Munkácstól északnyugatra, Beregszőlős, Zsukó és Iványi közt fekvő település.

## Nevének eredete
A falu elsődleges Csűrefalva~Csűrfalva neve magyar eredetű. Előtagja a Csüre családnév (1474: Stephanus Chwre), amihez a birtokos személyjellel ellátott falu főnév kapcsolódik. A 18. századtól párhuzamosan használt ruszin Cserejóc a magyar név alapján keletkezett birtoklást kifejező -ovьci képzővel, jelentése ’Csűr~Cser emberei, házanépe’. A lakosság elruszinosodásával kiszorította a magyar változatot. A település nevét 1904-ben Cserházra magyarosították. A hivatalos ukrán Череївці a másodlagos ruszin névből származik.

## Története
Nevét 1610-ben Chure falwa néven említették (ComBer.36). Későbbi névváltozatai 1645-ben Czürefalva, 1648-ban Csürfalva, 1773-ban Cserejocz, Cserejovecz (LexLoc. 49), 1808-ban Cserejócz, Cţerejovec, Cserejüczi, 1877-ben Cserejóc (Hnt.), 1913-ban Cserház, 1925-ben Čerejovce (ComBer. 36), 1944-ben Cserejóc, Черейoвцы (Hnt.), 1983-ban Череївці, Череeвцы (ZO).
Nevét 1610-ben említette először oklevél Chwre falva, majd 1645-ben Csürefalva néven.
1910-ben 166 lakosából 2 magyar, 5 német, 159 ruszin volt. Ebből 159 görögkatolikus, 7 izraelita volt.
A trianoni békeszerződés előtt Bereg vármegye Latorczai járásához tartozott.